# Lagardère Paris Racing

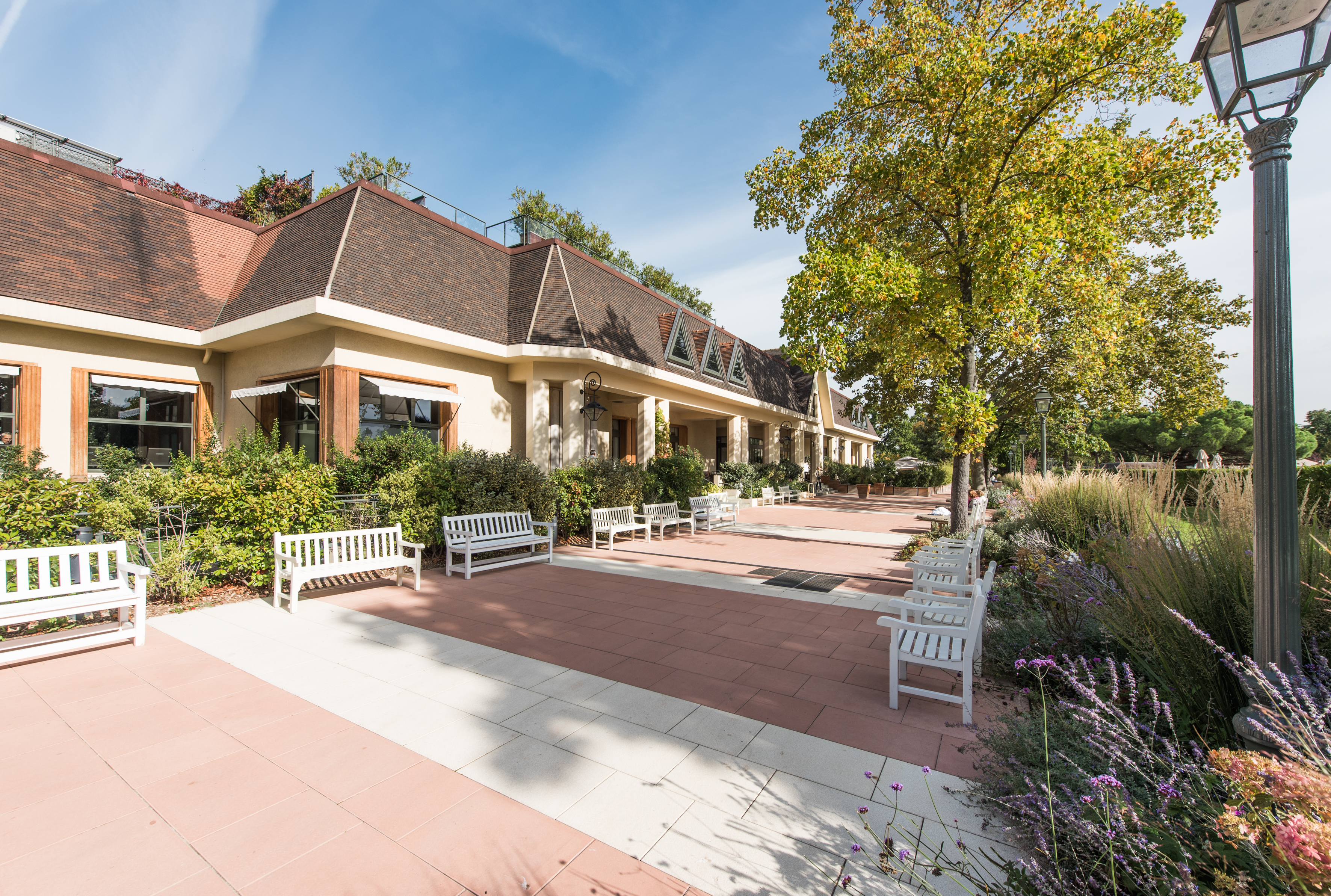
Vista da sede social.

O Lagardère Paris Racing é um clube desportivo francês ligado ao Grupo Lagardère, criado em 2006 e localizado no Bois de Boulogne (Paris). Dedicado ao desporto competitivo e ao lazer, desenvolve-se em torno de três atividades desportivas principais: tênis, natação e "fitness".

## Histórico
Presidida por Arnaud Lagardère [fr], o Lagardère Paris Racing recebeu em julho de 2006, pela Câmara Municipal de Paris, as instalações "Croix-Catelan", concedidas desde 1886 ao Racing Club de France.
Os membros da Lagardère Paris Racing (LPR) pagam uma taxa de inscrição de aproximadamente 7.000 euros (o valor exato é “confidencial”) por adulto e aproximadamente 2.500 euros por criança (menores de 18 anos), sem contar a contribuição anual (1.800 euros por adulto). Muitos líderes de grandes empresas, figuras políticas, diplomatas, magistrados e advogados são membros.

## Espaços esportivos
Cobrindo quase 7 hectares, o local é dedicado principalmente ao tênis, natação e "fitness". Atividades para crianças também são oferecidas.
- Tênis e padel: complexo com 3 quadras de padel e 44 quadras de tênis.
- Área da piscina: piscina olímpica de 50 metros e piscina de 33 metros aberta de abril a setembro.
- Área Fitness: espaço interior de 540 m², segmentado por atividade (ciclismo, alongamento, cardio-training). Aulas em grupo são oferecidas para adultos. Uma área de musculação e cross-training ao ar livre também está aberta durante todo o ano.
- Campos de jogo: os membros do clube têm a oportunidade de organizar jogos em diferentes tipos de campos de jogo coletivos.
- Sala bridge, no primeiro andar da sede do clube.

## Espaços à reconstruir
A atual administração assumiu o compromisso de restaurar equipamentos e reativar algumas atividades, esse compromisso não foi totalmente cumprido, e assim algumas áreas foram devolvidas e outras foram adicionadas. Por exemplo: saiu o golfe e entrou o judô. Entre outras ações, foi formado um consórcio com a Eiffage e a Accor para construir um hotel de 90 quartos que se chamará Racing Club de France. No térreo, haverá: duas piscinas, um dojo, uma sala de esgrima, uma sala de musculação, um "club house" e escritórios e, no primeiro andar, o hotel, com previsão de inauguração em 2018.

## Áreas de relaxamento
Além das suas infraestruturas desportivas, o Lagardère Paris Racing oferece diversas áreas de relaxamento.